# Ensemencement hydraulique

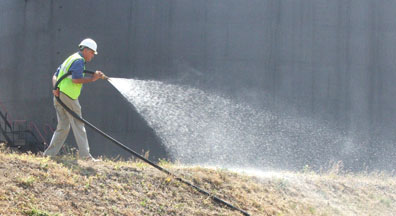
Ensemencement hydraulique sur l'Ile de Grain, dans le Kent au Royaume-Uni

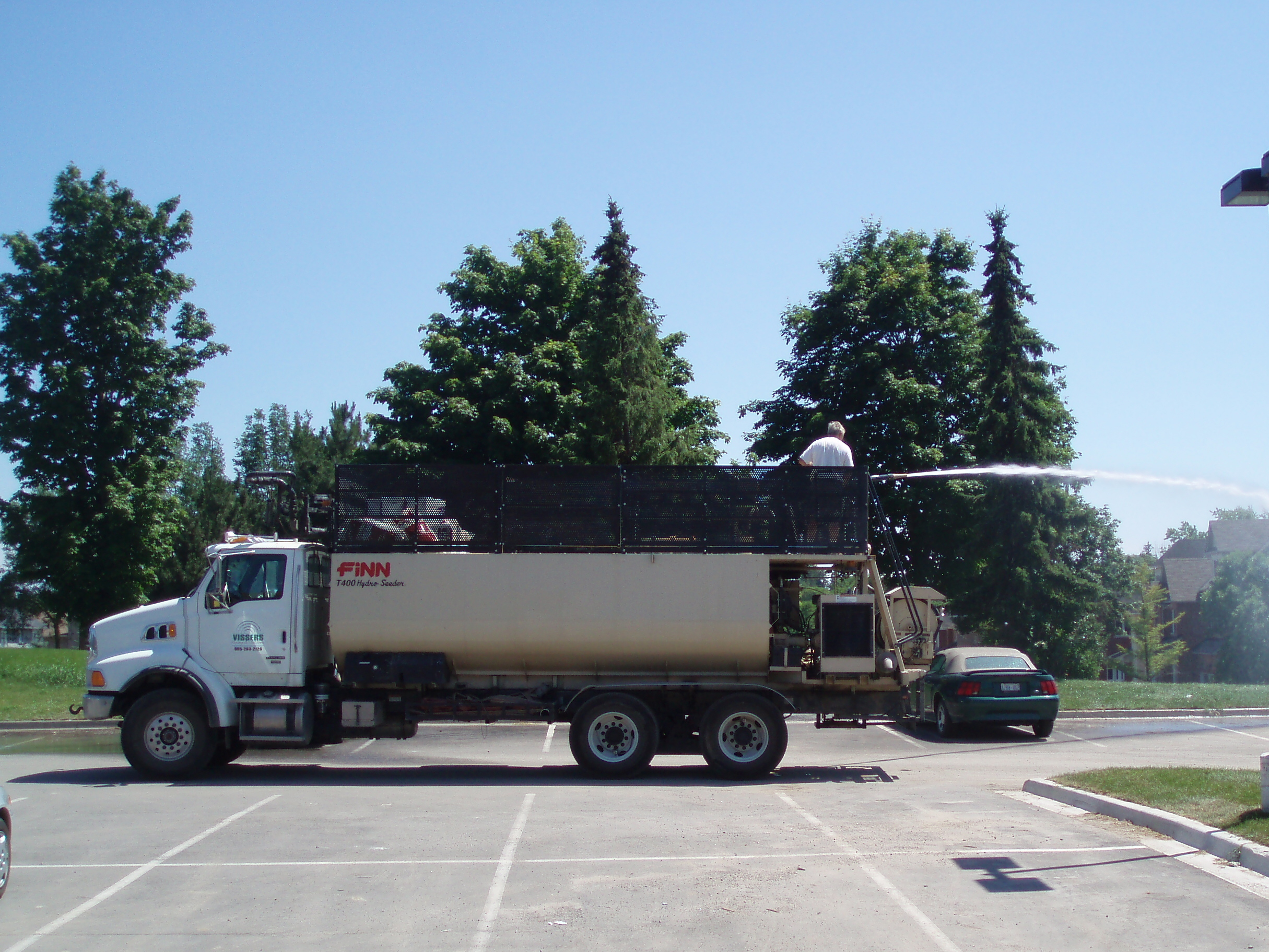
Un camion citerne d'ensemencement hydraulique

L’ensemencement hydraulique, appelé également hydro-ensemencement ou hydroseeding est un substitut rapide et peu coûteux à l’installation de gazon en plaque (tourbe).
Ce procédé consiste à mélanger les semences avec l'engrais choisi, un produit liant et du paillis avec de l’eau en proportions précises à l’intérieur d’un réservoir. Ce mélange est ensuite projeté sur la surface à semer grâce à une machine pourvue d'une puissante pompe, montée sur une remorque ou encore un camion tout-terrain. Le paillis composé de papier recyclé ou d'autre liant forme un environnement qui retient l’humidité, protège les semences durant la germination, prévient l’érosion et le ruissellement d’eau. Il se décompose pour laisser la place aux semis en l'espace de quelques semaines.

## Avantages
L'hydro-ensemencement est utilisé pour ensemencer des espaces verts de grande ou petite dimension, aux abords d’autoroutes, sur des terrains de golf, etc. Cela permet également d'ensemencer des zones difficiles d'accès tels que des talus en pente raide. Il est possible d’utiliser des mélanges de plantes diverses adaptées au milieu.
Les semences sont suspendues dans un mélange riche en nutriments. Le contact de la semence avec l’eau dans la machine démarre le cycle de germination. Le paillis de papier ou de bois conserve l’humidité, retient le sol en place et agit comme une mini-serre. Les semences sont à une profondeur idéale pour un taux de germination élevé. La composition d'un mélange est normalement constitué de paillis de papier, de paille ou de bois, d'engrais granulaire soluble, de semences ainsi que d'un liant naturel (colle naturelle ou guar).  Le taux d'épandage diffère selon l'objectifs et les conditions des projets.

## Historique de l'hydro-ensemencement
L'hydro-ensemencement a vu le jour aux États-Unis en 1953, la première machine de ce type fut créée par Charles Finn. pour optimiser les semis et pour effectuer des épandages sur de grandes surfaces. Depuis, cette méthodes est utilisée partout dans le monde.